# Annakapelle (Schladming)

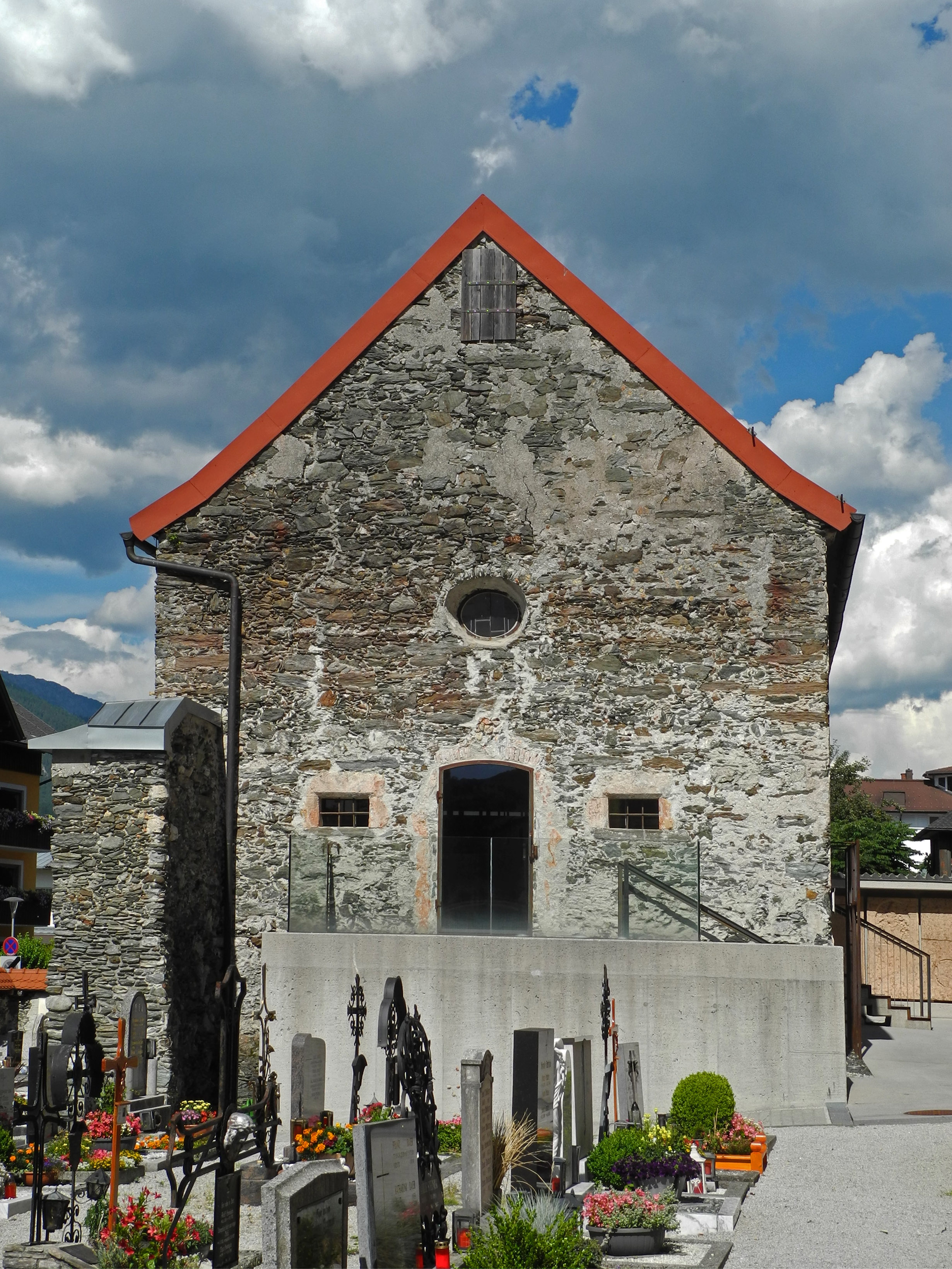
Karner und Annakapelle in Schladming

Die Annakapelle ist eine römisch-katholische Kapelle in Schladming in der Steiermark. Sie steht nordöstlich der Stadtpfarrkirche, im Friedhof, welcher die Kirche umgibt.
Die Annakapelle wurde im Jahre 1618 durch einen Brand zum Teil zerstört und im Jahre 1630 wieder aufgebaut. Der zweigeschoßige Bau wurde ursprünglich als Karner genutzt. Das kreuzgratgewölbte Obergeschoß ist im Schiff zweijochig angelegt und hat einen einjochigen Chor mit 3/8-Schluss.
An der Außenwand der Kapelle sind abgetretene Grabsteine aus Rotmarmor aus dem 16. Jahrhundert aufgestellt. Bemerkenswert ist ein Wappengrabstein zu Matthias Katzpeck.